# La Fillette et le Vautour
Vous lisez un « article de qualité » labellisé en 2024.
La Fillette et le Vautour (en anglais : The Vulture and the Little Girl) est une photographie prise en mars 1993 par le photographe sud-africain Kevin Carter et parue pour la première fois dans le New York Times du 26 mars 1993. Elle représente un jeune garçon — initialement considéré comme une fille — particulièrement frêle frappé par la famine, effondré au premier plan tandis qu'un vautour charognard l'observe de près, en arrière-plan.
Prise à Ayod pendant la seconde guerre civile soudanaise, elle est devenue l'une des photographies les plus polémiques de l'histoire de la photographie. Elle a valu à son auteur le prix Pulitzer de la photographie d'article de fond en 1994 et de violentes critiques sur son supposé manque d'éthique, le photographe s'étant contenté de prendre la photo sans venir en aide à l'enfant.
Carter se suicide quatre mois après avoir remporté le prix. Une étude de 2011 réhabilite néanmoins le photographe.

## Contexte

### Seconde guerre civile soudanaise
Le Soudan, indépendant du Royaume-Uni depuis 1956, est déjà marqué par des conflits ethniques avant sa fondation. Alors que la population du Nord est majoritairement arabo-musulmane, les habitants du Sud sont pour la plupart des Africains noirs pratiquant le christianisme ou les religions traditionnelles africaines. Entre 1955 et 1972, la première guerre civile se déroule dans le sud du pays. Une deuxième guerre civile éclate en 1983, les rebelles sud-soudanais du Mouvement populaire de libération du Soudan (Sudan People's Liberation Movement, SPLM) combattant les Forces armées soudanaises de Khartoum. En 1993, 1,3 million de personnes sont mortes dans cette guerre ou à cause de ses conséquences telles que la famine et la maladie. Selon les rapports de Human Rights Watch et du Comité américain pour les réfugiés et les immigrants, le gouvernement a commis divers crimes pendant la guerre. Outre le nettoyage ethnique, la torture et les conversions forcées à l'islam, il a utilisé des mines terrestres dans les zones habitées par des civils et entravé le travail des organisations humanitaires. En 1992, une intervention menée par les États-Unis et soutenue par l'Organisation des Nations unies (ONU) a lieu en Somalie dans le cadre de la guerre civile somalienne. Le gouvernement soudanais, craignant une situation similaire dans son pays, décide d'accorder à l'Opération Lifeline Sudan l'accès aux zones contestées en 1993. Le nombre de personnes ayant besoin d’aide est alors estimé à 1,5 million, dont environ 800 000 ont besoin d’une aide alimentaire,.
Le « Triangle de la faim », expression utilisée par les organisations humanitaires dans les années 1990 pour désigner la zone définie par les communautés sud-soudanaises de Kongor, Ayod et Waat, la plus touchée par la famine, dépend de l'UNESCO et d'autres organisations humanitaires pour lutter contre la famine. En janvier 1993, 40 % des enfants de moins de cinq ans souffrent de malnutrition. En mars, entre 10 et 13 personnes meurent de faim chaque jour rien qu'à Ayod. Pour sensibiliser l'opinion à la situation, l'Opération Lifeline Sudan invite des personnes auparavant interdites d'entrée dans le pays, dont des photojournalistes, à rendre compte des conditions locales. En mars 1993, le gouvernement commence à accorder des visas aux journalistes pour un séjour de 24 heures avec de sévères restrictions sur leurs déplacements à l'intérieur du pays, y compris une surveillance gouvernementale permanente.

### Kevin Carter

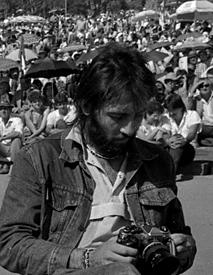
Kevin Carter.

Né en 1960 à Johannesbourg de parents anglais — il ne fait donc pas partie de la communauté afrikaner qui dirige le pays —, Kevin Carter est confronté dès son plus jeune âge à l'apartheid, qui le révolte. À l'issue de son service militaire, il devient d'abord photographe sportif. Après avoir été témoin de l'attentat de Church Street survenu à Pretoria en 1983, il décide de devenir photojournaliste au Johannesburg Star l'année suivante pour s'opposer au régime et couvrir la répression que celui-ci opère contre les Noirs dans les townships. Carter prend notamment la première photo d'un homme victime du supplice du pneu,. Sa détermination à dévoiler le vrai visage de l'apartheid sud-africain fait peser sur lui des menaces de prison et même d'assassinat,,.
Dans les années 1990, il fonde avec Ken Oosterbroek, João Silva et Greg Marinovich le groupe de photojournalistes « Bang-Bang Club », une association qui leur permet d'unir leurs forces dans le but de documenter les dernières heures de l'apartheid et la période de transition que doit connaître le pays. Ils se fixent alors pour mission de recueillir des témoignages visuels des exactions commises en Afrique du Sud. En 1994, Carter prend une nouvelle photo qui fait la une de la presse mondiale : celle de trois activistes du parti politique néo-nazi Mouvement de résistance afrikaner, abattus lors de leur invasion avortée du Bophuthatswana juste avant les élections sud-africaines. À propos du cliché représentant le supplice du pneu, Carter explique plus tard :

« J'étais consterné par ce qu'ils faisaient. Mais ensuite, les gens ont commencé à parler de ces photos… J'ai alors eu l'impression que mes actions n'avaient peut-être pas été si mauvaises que cela. Être témoin de quelque chose d'aussi horrible n'était pas nécessairement une mauvaise chose à faire. »

Avant cela, Kevin Carter et João Silva sont invités à se rendre au Soudan pour rendre compte de l'horreur de la guerre civile et de la famine qui déchirent le pays depuis 1983,.

## Silva et Carter au Soudan

### Invitation de l'Opération Lifeline Sudan des Nations Unies
En mars 1993, Robert Hadley, ancien photographe devenu chargé d'information de l'Opération Lifeline Sudan des Nations unies, invite João Silva et Kevin Carter à venir au Soudan pour rendre compte de la famine dans le sud du pays, en s'y rendant avec les rebelles. Silva voit cela comme une opportunité de travailler davantage comme photographe de guerre à l'avenir. Il commence les préparatifs et obtient des missions pour couvrir les frais de voyage. Silva parle à Carter de l'offre et celui-ci se montre également intéressé. Selon son collègue photographe de guerre Greg Marinovich, il voit le voyage comme une opportunité de résoudre certains problèmes « dans lesquels il se [sent] piégé ». Prendre des photos au Soudan est ainsi l'opportunité d'une meilleure carrière en tant qu'indépendant, et Carter est apparemment « en pleine forme, motivé et enthousiaste à l'idée du voyage ». Pour payer le voyage, il obtient notamment de l'argent de l'Associated Press.

### En attente à Nairobi
En route vers le Soudan, Silva et Carter s'arrêtent à Nairobi ; les combats les contraignent à y rester un temps. Carter vole avec l'ONU pendant une journée à Djouba, au sud du Soudan, pour prendre des photos d'une barge transportant de l'aide alimentaire pour la région. Il revient néanmoins sans cliché intéressant.
Tandis que les deux hommes s’apprêtent à quitter Nairobi pour l’Afrique du Sud, une autre opportunité se présente au Soudan : l'ONU reçoit l'autorisation d'un groupe rebelle d'envoyer de l'aide alimentaire par avion à Ayod. Rob Hadley arrive à bord d'un avion léger de l'ONU et invite Silva et Carter à l'accompagner dans la ville. Ils font escale à Lokichogio, dans le Nord du Kenya, pour ensuite atteindre Ayod.

### À Ayod
Les habitants du hameau sont pris en charge depuis un certain temps par le poste de secours de l'ONU, ainsi que par des infirmières françaises de l'organisation humanitaire Médecins du monde gérant une station alimentaire qui sert également d'hôpital. Greg Marinovich et João Silva décrivent la situation à Ayod dans le livre The Bang-Bang Club, au chapitre 10, « Flies and Hungry People ». Selon Marinovich, les villageois attendent par avance près de la piste pour obtenir de la nourriture le plus rapidement possible : « Les mères qui avaient rejoint la foule attendant de la nourriture ont laissé leurs enfants sur le sol sablonneux à proximité. »
Silva et Carter se séparent à la recherche d'un sujet : des photos d'enfants et d'adultes, vivants et morts, tous victimes de la famine catastrophique survenue pendant la guerre. Carter va fréquemment voir Silva pour lui parler de la situation choquante qu'il vient de photographier : être témoin de la famine l'affecte émotionnellement. Pour rester une semaine avec les rebelles, ils ont besoin de la permission d'un commandant rebelle. Leur avion doit décoller dans une heure et sans autorisation de séjour, ils risquent d'être obligés de partir. Silva cherche alors des soldats rebelles afin qu'ils le mènent à quelqu'un en position d'autorité et lorsqu'il en trouve, Carter le rejoint. Les soldats ne parlent pas anglais, mais l'un d'eux est intéressé par la montre de Carter. Ce dernier lui offre sa montre-bracelet bon marché. Les soldats deviennent leurs gardes du corps et les suivent pour leur protection. Ils se séparent à nouveau et Silva se rend au complexe clinique pour demander à voir le commandant rebelle ; on lui dit que le commandant est à Kongor, au Soudan du Sud. C'est une bonne nouvelle pour Silva, car « leur petit avion de l'ONU s'y [rend] ensuite ».

### Prise de la photographie
Kevin Carter quitte la clinique et retourne sur la piste, prenant des photos d'enfants et d'adultes sur son passage. Il tombe sur un enfant face contre terre sous le soleil brûlant et prend une photo. L'enchaînement exact des évènements demeure confus, Carter ayant rapporté l'événement avec quelques variations, mais selon Marinovich et Silva, Carter est allé voir ce dernier sur la piste et lui a dit : « Tu ne vas pas croire la photo que je viens de prendre ! […] Je photographiais cette enfant à genoux, puis j'ai changé d'angle, et soudain il y avait ce vautour juste derrière elle ! […] Et j'ai juste continué à prendre des photos — j'ai utilisé beaucoup de pellicules ! ». Carter aurait attendu une vingtaine de minutes que le vautour déploie ses ailes, en vain, puis l'aurait finalement chassé après avoir pris la photo. Silva part sur le lieu décrit par son ami et essaie à son tour de prendre la photo, sans succès. Selon les versions, soit Carter a laissé l'enfant sur place, soit il l'a vu se rendre au poste de restauration, mais le vautour était de toute façon parti. Carter semble très affecté par ce qu'il vient de voir :

« Il était clairement désemparé. Pendant qu'il m'expliquait ce qu'il avait photographié, il n'arrêtait pas de montrer du doigt quelque chose qui avait disparu. Il n'arrêtait pas de parler de sa fille Megan, il avait hâte de la serrer dans ses bras. Sans aucun doute, Kevin a été très affecté par ce qu'il avait photographié, et cela allait le hanter jusqu'à la fin de ses jours. »

— João Silva.
Quelques minutes plus tard, ils quittent Ayod pour Kongor.

## Description et analyse de la photographie
La photographie montre une savane desséchée dans laquelle un petit enfant noir est accroupi au premier plan, semblant dans l'incapacité de se mouvoir, le regard fixé sur le sol poussiéreux, invisible du spectateur. L'enfant souffre visiblement de malnutrition, ses côtes visibles sous la peau et ses bras et jambes étant très maigres. Il porte une chaîne autour du cou et un bracelet autour de son poignet droit. Un vautour charognard aux plumes brunes se trouve en arrière-plan et semble observer directement l'enfant, comme guettant sa proie.

La composition de la photographie, avec les sujets qui se trouvent sur les points de force (à l'intersection des lignes de force virtuelles divisant la photographie en tiers horizontaux et verticaux). La ligne séparant le sol du fond brousailleux se situe elle aussi pratiquement sur la ligne de force du tiers haut.

D'un point de vue analytique, la composition de la photographie suit une règle des tiers classique, le photographe positionnant ses sujets sur les points de force, pour qu'ils attirent mieux l'œil, ce qui donne de la force à l'image. Il choisit de régler sa profondeur de champ pour garder la netteté sur l'enfant et décide de ne pas montrer le reste des éléments et des personnes environnant la scène.
La composition est interprétée par des observateurs comme une métaphore de la situation au Soudan. Le vautour est présenté comme le méchant de l'histoire, faisant reposer la responsabilité des souffrances de l'enfant sur la nature en occultant l'action humaine. La représentation d'un enfant noir nu, supposé de sexe féminin, a également été critiquée : ce motif reprend les stéréotypes classiques d'une Afrique pauvre et faible, particulièrement répandus en Occident, et est très courant dans les représentations photographiques des catastrophes de famine.
Le fait que l'enfant semble seul et abandonné suggère également que les Africains sont incompétents ou irresponsables et que l'aide doit venir de l'extérieur, c'est-à-dire des pays industrialisés de l'Occident,. Cette accusation a par exemple été portée contre l'organisation humanitaire Save the Children, qui a utilisé le cliché dans l'une de ses campagnes publicitaires. La photo était sous-titrée « Aidez à mettre fin à un autre type de maltraitance des enfants » — détournant le sujet original —, ce qui a donné aux contacts de l'organisation en Afrique l'impression que les parents et les gouvernements africains n'étaient pas assez responsables pour prendre soin de leurs enfants. De plus, Save the Children n'était pas impliquée au Soudan à l'époque, ce qui signifie que les dons à l'organisation n'ont aidé ni l'enfant sur la photo, ni les autres enfants de la région.

## Publication, accueil du public et conséquences

### Publication et accueil
En mars 1993, le New York Times cherche une image pour illustrer un article de Donatella Lorch sur la famine au Soudan. Nancy Buirski, rédactrice en chef du service des Affaires étrangères du journal, appelle Marinovich, qui lui parle de « la photographie d'un vautour traquant un enfant affamé qui s'était effondré dans le sable ». La photo de Carter est ainsi publiée dans l'édition du 26 mars 1993,,. La légende dit : « Une petite fille, affaiblie par la faim, s'effondre sur le chemin d'un centre d'approvisionnement alimentaire à Ayod. À proximité, un vautour attend. »
Cette première publication dans le New York Times « fait sensation », écrit Marinovich, en ajoutant : « Elle était utilisée sur des affiches pour collecter des fonds pour les organisations humanitaires. Des journaux et des magazines du monde entier l'avaient publiée, et la réaction immédiate du public a été d'envoyer de l'argent à toute organisation humanitaire ayant une opération au Soudan. » De nombreux lecteurs écrivent au journal pour s'enquérir du sort de l'enfant. Le New York Times se voit alors forcé de publier dans son édition du 30 mars 1993 un éditorial spécial, qui dit notamment : « Vendredi dernier, une photo accompagnant un article sur le Soudan montrait une petite fille soudanaise qui s'était effondrée de faim sur la piste menant à un centre d'alimentation à Ayod. Un vautour se tenait derrière elle. De nombreux lecteurs ont demandé ce qu'il était advenu de la fillette. Le photographe rapporte qu'elle s'est suffisamment rétablie pour reprendre sa marche après que le vautour a été chassé. On ne sait pas si elle a atteint le centre. » Les témoignages de Carter varient : il affirme d'abord qu'il a vu l'enfant rejoindre la mission humanitaire, puis finalement qu'il l'a vu prendre sa direction sans être sûr qu'il l'ait rejointe,. D'autres lecteurs contactent le magazine Time, l'un des rares à avoir lui aussi publié le cliché. Le magazine contacte à son tour Carter, qui dit qu'il n'est pas sûr de ce qui est arrivé à l'enfant mais qu'il espère qu'il a pu être nourri et soigné. Dans d'autres articles ultérieurs, il est suggéré que l'enfant a survécu.

### Prix, critiques et remise en question du rôle du photographe
Avant 1994, le New York Times n'a jamais remporté de prix Pulitzer pour la photographie. Les reporters photo du journal doivent présenter leurs travaux, mais c'est la photographie de Kevin Carter qu'ils choisissent de soumettre, alors que Carter est indépendant. Alors que la photographie est d'abord présélectionnée dans la catégorie « photographie d'actualité », le comité des prix décide de lui décerner le prix Pulitzer de la photographie d'article de fond le 12 avril 1994,, fait rare pour un candidat non-américain. Le cliché est alors publié dans de nombreux médias, et il reçoit plus tard le prix de la Photo de l'année par The American Magazine.
Cependant, le prix Pulitzer, considéré comme « extrêmement prestigieux, symbole de la reconnaissance de la profession pour son travail », provoque de vives critiques de la part du public et de la presse, reprochant au photographe son manque d'éthique, : il a pris beaucoup de temps pour prendre la photo et reconnaît ne pas être intervenu pour aider l'enfant,. Certains vont jusqu'à insulter le photographe :

« L'homme qui n'ajuste son objectif que pour cadrer au mieux la souffrance n'est peut-être aussi qu'un prédateur, un vautour de plus sur les lieux »

— St. Petersburg Times.
Une étude ultérieure suggère cependant qu'une majorité de personnes sondées reste largement moins sévère à l'égard du comportement de Carter. Les personnes interrogées dans le cadre de cette étude critiquent effectivement qu'il n'ait pas aidé l'enfant, mais pas le fait de l'avoir pris en photo.
Carter accepte le prix Pulitzer le 23 mai à l'université Columbia de New York.
Carter est conscient du dilemme du photojournaliste : il explique qu'il se doit de « penser visuellement », que même si le contexte est insoutenable, « l'instant est au travail » ; il faut être capable d'évacuer le reste, sans quoi l'on n'est pas fait pour ce travail. Le photojournaliste américain James Nachtwey, qui a travaillé avec Carter, explique que les photographes sont forcément profondément touchés par ce dont ils sont témoins et que ce n'est pas facile de continuer.

### Suicide de Kevin Carter
Kevin Carter mène « une vie émotionnelle tumultueuse » et la photographie l'a rendu célèbre ; il obtient même un contrat avec la prestigieuse agence française Sygma. Il vit passionné par son travail, mais cela l'a « conduit à des extrêmes d'exaltation et de dépression », prenant des drogues pour supporter la pression qu'il s'impose à lui-même. La mort à ses côtés de son ami Ken Oosterbroek, sa situation économique, la rupture de sa relation amoureuse et le souvenir des horreurs qu'il a vues sont fatales au jeune photographe,.
Quatre mois après avoir reçu le prix Pulitzer de la photographie d'article de fond pour La Fillette et le Vautour et alors qu'il est pressenti comme lauréat du prix News de la World Press Photographic Competition pour sa photographie de la mort des trois activistes néo-nazis en Afrique du Sud, Carter se suicide par intoxication au monoxyde de carbone dans son véhicule, dans un quartier de la banlieue de Johannesbourg où il jouait étant enfant, le 27 juillet 1994 à l'âge de 33 ans,,,. Il laisse une note d'adieu, dans laquelle il explique que « la douleur de la vie l'emporte sur la joie au point que la joie n'existe pas » et espère rejoindre son ami Ken Oosterbroek.
La photographie elle-même et les discussions qui ont suivi sa publication sont tenues pour partiellement responsables de sa mort, d'après l'interprétation qui peut être faite de sa lettre d'adieu :

« Je suis hanté par les souvenirs vivaces de meurtres, de cadavres, de colère et de douleur […] d'enfants affamés ou blessés, de fous à la gâchette facile, souvent des policiers ou des bourreaux assassins. »

— Kevin Carter

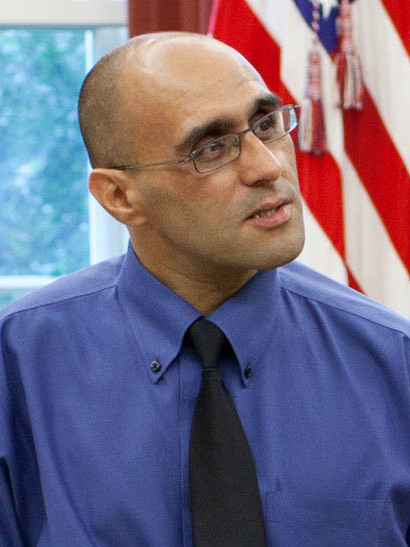
João Silva en 2011.

Tandis que certains y voient une preuve de sa culpabilité, d'autres l'érigent désormais en héros incompris. Il aurait risqué sa vie pour raconter des atrocités à son public sans recevoir les louanges auxquelles il avait droit. Le documentaire The Death of Kevin Carter: Casualty of the Bang Bang Club de 2004 est un exemple de ce récit. Desmond Tutu, archevêque émérite du Cap, en Afrique du Sud, écrit à propos de Carter : « Et nous connaissons un peu le coût du traumatisme qui a conduit certains au suicide, le fait que, oui, ces gens étaient des êtres humains évoluant dans les conditions les plus exigeantes. »
En 2013, João Silva raconte sur Paris Match : « Témoigner ne laisse pas indemne. Nous avons vu beaucoup de saloperies, des types se faire exécuter, des civils massacrés […]. Ces traumas répétés ne constituaient pas la seule raison pour laquelle Kevin s’est suicidé, mais ils formaient une partie du casse-tête,. »

## Postérité

### Vérité sur le sort de l'enfant et la responsabilité du photographe
Malgré les premières explications de Carter et plusieurs commentaires dans des articles ultérieurs à la publication de la photographie, le sort de l'enfant reste longtemps incertain. Il faut attendre un article d'Alberto Rojas publié en 2011 dans le journal espagnol El Mundo pour lever les doutes. L'hypothèse selon laquelle la mère avait laissé ponctuellement son enfant pour récupérer de la nourriture auprès du poste humanitaire est confirmée. En effet, selon José Maria Luis Arenzana, également sur place à Ayod en 1993, l'enfant n'était certainement pas laissé à son sort, mais à quelques pas seulement de sa tante et du centre d'approvisionnement. De plus, il était connu de l'organisation humanitaire, comme l'atteste le petit bracelet autour de son poignet droit. Le photographe n'avait donc probablement pas besoin d'apporter son aide à l'enfant ; par ailleurs, il était apparemment fréquent de voir des vautours dans cette région à cette époque,,,.
Dans l'article, le père de l'enfant révèle que l'enfant est en réalité un garçon, Kong Nyong, et qu'il a pu être pris en charge par la station d'aide alimentaire des Nations unies. Nyong est néanmoins mort de fièvre paludéenne vers 2007,,,.

### Question de l'éthique des photojournalistes
Au fil du temps, La Fillette et le Vautour est devenue un exemple représentatif du dilemme éthique auquel sont confrontés les photojournalistes, devant choisir entre leur obligation professionnelle et leur responsabilité morale envers les personnes dans le besoin. Réclamant un comportement éthique responsable de la part des photographes, des éditeurs et des spectateurs de ces photographies de scènes choquantes, l'écrivaine Susan Sontag écrit dans son essai Regarding the Pain of Others (Devant la douleur des autres, 2003) :

« Il y a autant de honte que de choc à regarder en gros plan une véritable horreur. Les seules personnes qui ont le droit de regarder des images de souffrances aussi extrêmes sont peut-être celles qui pourraient faire quelque chose pour les atténuer […] ou celles qui pourraient en tirer des leçons. Les autres sont des voyeurs, qu'ils le veuillent ou non. »

### Postérité dans la culture
La Fillette et le Vautour, devenu l'une des photographies les plus polémiques de l'histoire de la photographie est réutilisée artistiquement à plusieurs reprises. Une scène du long métrage de Steven Silver de 2010, The Bang Bang Club, reproduit le moment de la création de la photo ; Taylor Kitsch endosse alors le rôle de Kevin Carter.
L'artiste chilien Alfredo Jaar expose à partir de 2006 et pendant une dizaine d'années une installation, « Sound of Silence », directement basée sur cette photographie : le public entre dans une grande boîte noire dans laquelle un texte racontant la vie de Carter défile en silence sur un écran. Il est subitement interrompu par deux flashs violents entre lesquels apparaît la photographie,.
En 1996, le groupe de rock britannique Manic Street Preachers compose une chanson intitulée Kevin Carter, qui mentionne un vautour aux côtés du magazine Time et du prix Pulitzer. La référence est encore plus claire dans la chanson The Vulture and the Little Boy, que le groupe folk-pop allemand Bukahara publie en 2020.